# Wilhelm Christian Griesbach
Wilhelm Christian Griesbach (* 8. April 1772 in Karlsruhe; † 16. April 1838 ebenda) war der erste Oberbürgermeister der Stadt Karlsruhe.
Griesbach war Inhaber von Tabakfabriken in Karlsruhe und Ettlingen sowie einer Lederfabrik in Rüppurr. Er war 1812 einer der Mitbegründer der ersten Karlsruher Musikschule und 1813 der späteren Handelskammer. Griesbach wurde 1818 Vorstandsmitglied des neugeschaffenen Badischen Kunstvereins und wurde 1819 Mitglied der Badischen Ständeversammlung, des ersten badischen Landtags. Im Jahr 1833 wurde auf seine Initiative hin ein Pfründnerhaus eröffnet, welches Alten und Armen Hilfe bot. Griesbach wurde 1809 erst als zweiter Karlsruher Bürgermeister überhaupt, nach Johannes Sembach, direkt gewählt. Die wachsenden Aufgaben der Stadtverwaltung brachten diese dazu ab 1812 einen zweiten Bürgermeister einzustellen. Griesbach trug daher ab 1812 die Bezeichnung Oberbürgermeister und wurde damit der erste Oberbürgermeister der Stadt Karlsruhe.